# محكمة الاستئناف العليا في غلغت-بلتستان
محكمة الاستئناف العليا في غلغت-بلتستان هي أعلى محكمة استئناف في منطقة غلغت-بلتستان، باكستان. وتتألف من رئيس قضاة وقاضيين إثنين. تأسست المحكمة في عام 2009 بموجب قانون أمر التمكين والحكم الذاتي في غلغت-بلتستان لعام 2009، ولديها ولاية قضائية مماثلة ومساوية للمحكمة العليا لباكستان. المقر الدائم للمحكمة فيغلغت، لكن المحكمة تعقد جلساتها أيضًا من وقت لآخر في سكردو.

## القضاة
بموجب أمر التمكين والحكم الذاتي، تم إنشاء محكمة الاستئناف العليا في غلغت-بلتستان مع رئيس قضاة وقاضيين آخرين. يتم تعيين رئيس القضاة والقضاة لمدة ثلاث سنوات من قبل رئيس وزراء باكستان. 

### رئيس المحكمة العليا
رنا شميم هي رئيسة محكمة الاستئناف الحالية منذ أغسطس 2015.

### قضاة آخرون
القاضي جافيد إقبال (آذار 2016 - حتى الآن)

## قضاة سابقون

### رؤساء قضاة سابقون
- القاضي قاضي إحسان الله قريشي (2005-2008)
- القاضي محمد نواز عباسي (2009-2012)
- القاضي رنا محمد أرشد (2012-2015)

### قضاة سابقون
- القاضي ألطاف حسين (2005-2008)
- القاضي سيد طاهر علي شاه (2005-2008)
- القاضي سيد جعفر شاه (2009-2012)
- القاضي محمد يعقوب خان (2009-2012)
- القاضي رجاء جلال الدين (2013-2016)
- القاضي مظفر علي (2013-2016)
- القاضي شهباز خان (2016) [4] [5] [6] [7]

## روابط خارجية
- مقدمة